# Awilo Longomba
Awilo Longomba ist ein kongolesischer Musiker.

## Leben
Awilo Longomba ist der Sohn von Victor Longomba, einem Gründungsmitglied der Rumbagruppe Tout puissant OK Jazz, und verwandt mit den Bandmitgliedern der The Longombas, einer bekannten Afro-Fusion Band in Kenya.
Awilo Longomba begann seine Karriere als Drummer der Gruppen Viva la Musica, Stukas, Nouvelle Generation und Loketo. 1995 begann er eine Solokarriere als Sänger und veröffentlichte sein erstes Album Moto Pamba mit der Unterstützung von Shimita, Ballou Canta, Dindo Yogo, Dally Kimoko, Sam Mangwana, Syran Mbenza und Rigo Star.
Sein Album Mondongo (2004) features Japponais, Dally Kimoko, Caen Madoka, Djudjuchet, Josky and Simaro Lutumba.
Awilo Longomba lebt in Frankreich und ist mit der Musikerin Barbara Kanam liiert, die 2003 ebenfalls einen Kora Award gewonnen hat.

## Auszeichnungen
- 1996: Kora Award in der Kategorie Bester Künstler in der Region Zentralafrika
- 1997: Kora Award in der Kategorie Bester Künstler in der Region Zentralafrika

## Diskographie
- 1995: Moto Pamba
- 1998: Coupe Bibamba
- 2001: Kafou Kafou
- 2004: Mondongo
- 2008: Superman